# Bộ Giáo dục (Hàn Quốc)
Bộ Giáo dục Hàn Quốc (MOE; tiếng Hàn: 교육부; Hanja: 敎育部; Romaja: Gyoyukbu; McCune–Reischauer: Kyoyukpu) là một cơ quan cấp nội các của chính phủ Hàn Quốc. Nó được thành lập vào ngày 23 tháng 3 năm 2013. Không nên nhầm lẫn nó với 17 Văn phòng Giáo dục khu vực có người đứng đầu, các Giám đốc, được bầu trực tiếp trong các cuộc bầu cử địa phương.
Trụ sở chính của nó nằm trong Khu liên hợp chính quyền khu vực Sejong ở Thành phố Sejong. Trước đây nó được đặt tại Khu liên hợp chính quyền trung ương ở Jongno-gu, Seoul.

## Các cơ quan trực thuộc
- Viện Hàn lâm Khoa học Quốc gia Hàn Quốc
- Viện Đào tạo Giáo dục Quốc gia
- Viện Lịch sử Quốc gia Hàn Quốc

## Danh sách bộ trưởng
| Số                                                  | Chân dung                         | Tên                               | Kỳ hạn làm việc                   | Kỳ hạn làm việc                   | Kỳ hạn làm việc                   | Tổng thống                        |
| Số                                                  | Chân dung                         | Tên                               | Nhậm chức                         | Hết nhiệm kỳ                      | Thời gian làm việc                | Tổng thống                        |
| Bộ trưởng Bộ Giáo dục (2013-2014)                   | Bộ trưởng Bộ Giáo dục (2013-2014) | Bộ trưởng Bộ Giáo dục (2013-2014) | Bộ trưởng Bộ Giáo dục (2013-2014) | Bộ trưởng Bộ Giáo dục (2013-2014) | Bộ trưởng Bộ Giáo dục (2013-2014) | Bộ trưởng Bộ Giáo dục (2013-2014) |
| --------------------------------------------------- | --------------------------------- | --------------------------------- | --------------------------------- | --------------------------------- | --------------------------------- | --------------------------------- |
| 55                                                  |                                   | Seo Nam-soo                       | 23 tháng 3 năm 2013               | 7 tháng 8 năm 2014                | 1 năm, 137 ngày                   | Park Geun-hye                     |
| Phó Thủ tướng kiêm Bộ trưởng Bộ Giáo dục (2014-nay) |                                   |                                   |                                   |                                   |                                   |                                   |
| 56                                                  |                                   | Hwang Woo-yea                     | 8 tháng 8 năm 2014                | 12 tháng 1 năm 2016               | 1 năm, 157 ngày                   | Park Geun-hye                     |
| 57                                                  |                                   | Lee Joon-sik                      | 13 tháng 1 năm 2016               | 4 tháng 7 năm 2017                | 1 năm, 172 ngày                   | Park Geun-hye                     |
| 58                                                  |                                   | Kim Sang-gon                      | 5 tháng 7 năm 2017                | 2 tháng 10 năm 2018               | 1 năm, 89 ngày                    | Moon Jae-in                       |
| 59                                                  |                                   | Yoo Eun-hae                       | 2 tháng 10 năm2018                | 9 tháng 5 năm 2022                | 3 năm, 219 ngày                   | Moon Jae-in                       |
| 60                                                  |                                   | Park Soon-ae                      | 5 tháng 7 năm 2022                | 8 tháng 8 năm 2022                | 34 ngày                           | Yoon Suk-yeol                     |
| 61                                                  |                                   | Lee Ju-ho                         | 7 tháng 11 năm 2022               | Đưong nhiệm                       | 2 năm, 188 ngày                   | Yoon Suk-yeol                     |